# توماش استانکیویچ
توماش استانکیویچ (لهستانی: Tomasz Stankiewicz; ۲۸ دسامبر ۱۹۰۲ – ۲۱ ژوئن ۱۹۴۰) دوچرخه‌سوار اهل لهستان بود.
وی در مسابقات کشوری و بین‌المللی در مجموع برندهٔ ۱ مدال نقره شده‌است.